# 班 (軍事)

北約APP-6A標圖符號，兩點代表班

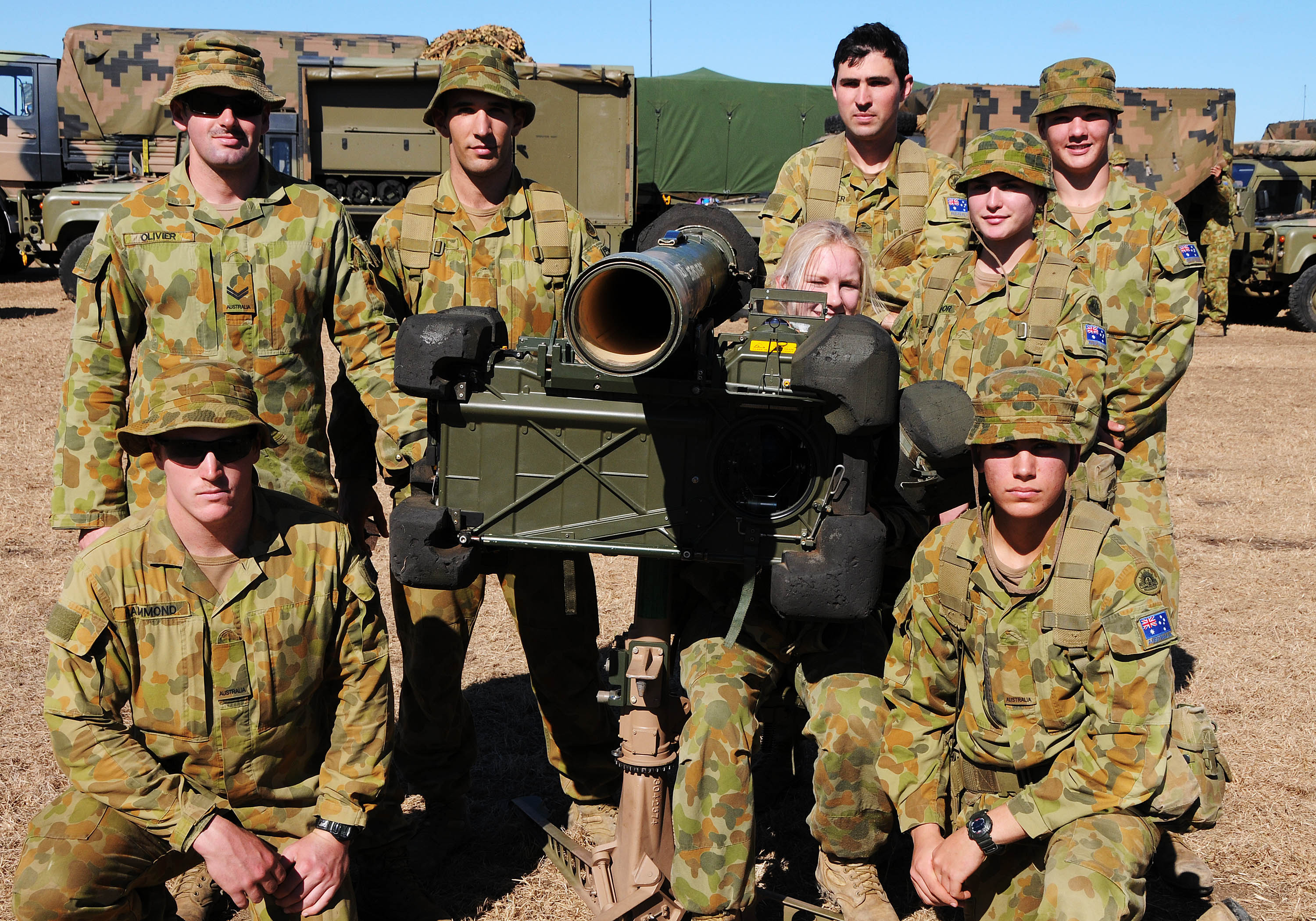
澳洲皇家炮兵团中的一个防空班，以及該班正在操作RBS 70便攜式防空飛彈

班是現代陸軍、海軍陸戰隊、空軍防空砲兵、新兵訓練中心憲兵等軍種的编制，由若干个伍或士兵组成，一般是8到15人。好幾個班在一起，形成排。
班是現代軍隊（陸軍、海軍陸戰隊、新兵訓練中心、空軍防空及憲兵）編制中的最基本任務單位，用於完成特定的戰鬥或勤務任務，編制上多以士官長、上士擔任副排長，中士擔任班長，下士擔任副班長。不過班以下，仍會下轄三到四個人組成的小組，稱之為伍（准下士或上等兵擔任伍長），來進行更精細的分工，有時因人力分配之故，會用軍階較低的人員擔任高階職務，稱為「佔缺」。
有些軍事單位或是軍事學校、訓練所，以及日語漢字和韓語漢字中，也把班稱為「分隊」。

## 中華民國
班長的值星帶顏色是『青天白日滿地紅』。值星帶揹法是『右肩左斜』、『青天在上』，值星帶在下方有做為裝飾用的紅鬚。目前中華民國國軍因地面部隊人員披掛值星帶不利於操課，已在2010年7月7日下令三軍部隊取消這項存在超過五十年的規定，並以山字型臂章代替。